# Vojna obavještajna uprava
Vojna obavještajna uprava (fra.: Direction du renseignement militaire, DRM) je vojna obavještajna služba Francuske Republike zadužena za potrebe Francuskih oružanih snaga. DRM djeluje unutar francuskog Ministarstva obrane. Vojna obavještajna uprava je osnovana 1992. godine na inicijativu Pierre Joxea, tadašnjeg ministra obrane s ciljem okupljanja raznih obavještajnih službi unutar Oružanih snaga. Nastala je nakon Zaljevskog rata jer se pokazalo se da je vojna obavještajna služba slaba, a njezine službe previše razbacane, pa je Francuska bila previše ovisna o američkim izvorima.
DRM je dio francuske obavještajne zajednice zajedno s vojnom sigurnosnom službom DRSD, obavještajnom službom DGSE i sigurnosnom službom DGSI.

## Ustroj
Ravnatelj Vojne obavještajne uprave je general ili admiral, koji je izravno odgovoran načelniku Glavnog stožera Oružanih snaga.
DRM prikuplja podatke od vojnog interesa, a odnose se na snage i borbene sustave potencijalnih protivnika.
Operativni proračun DRM-a je 126 milijuna eura.
Vojne obavještajna uprava je podijeljena u tri odjela:
- Istraživački odjel (SDR)
- Pododjel operacija (SDE)
- Podružnica za podršku (SDA)

## Ravnatelji
| Ravnatelj                    | Razdoblje     |
| ---------------------------- | ------------- |
| General Jean Heinrich        | 1992. – 1995. |
| General Bruno Élie           | 1995. – 1998. |
| Admiral Yves de Kersauson    | 1998. – 2001. |
| General André Ranson         | 2001. – 2005. |
| General Michel Masson        | 2005. – 2008. |
| General Benoît Puga          | 2008. – 2010. |
| General Didier Bolelli       | 2010. – 2013. |
| General Christophe Gomart    | 2013. – 2017. |
| General Jean-François Ferlet | 2017. -       |

## Poveznice
- DGSE, francuska obavještajna služba
- DGSI, francuska sigurnosna služba
- DRSD, francuska vojna sigurnosna služba
- DI, britanska vojna obavještajna služba
- Aman, izraelska vojna obavještajna služba

## Vanjske poveznice
- Službena stranica